# Ридель, Джеффри (юстициарий)
Джеффри (Жоффруа) Ридель (I) (англ. Geoffrey Ridel; ум. 25 ноября 1120) — англонормандский аристократ. Вероятнее всего, он происходит из Южной Италии. В 1105—1120 году служил при дворе короля Англии Генриха I Боклерка, выполняя функции юстициария. Погиб во время крушения Белого корабля, его владения в итоге перешли к Бассетам.

## Происхождение
Точное происхождение Джеффри в источниках не упоминается. В «Книге Страшного суда» в 1086 году в описании Норфолка упоминается Джеффри Ридель, который прибыл из Апулии с братом Роже I Биго. При этом в Южной Италии в XI—XII веках род Риделей был достаточно хорошо известен. В частности, в 1061—1084 годах упоминается Жоффруа Ридель, лейтенант Роберта Гвискара, который стал герцогом Гаэты. Поэтому вероятно, что Джеффри родился в Южной Италии. Возможно, также, что он связан с графством Перш, где около 1080 года одним из свидетелей на хартии был Жоффруа Ридель.

## Биография
Год рождения Джеффри неизвестен. В «Книге Страшного суда» упоминается Джеффри Ридель, который владел манорами Дакмантон в Дербишире и Теверсал в Ноттингемшире. Он прибыл в Англию уже после Нормандского завоевания, вероятно, между 1075 и 1086 годами.
Тот факт, что у Джеффри были хорошие связи, подтверждается тем, что его брат, Мэтью, в 1102 году был назначен аббатом важного монастыря Петерборо. Сам Джеффри арендовал у Петерборо манор Пайтчли. Первоначально сроком аренды был установлен 1 год. Мэтью умер 21 октября 1103 года, но когда его преемник пытался вернуть Пайтчли, Джеффри этому успешно противодействовал; он удерживал манор до своей гибели, хотя и должен был платить за него арендную плату.
С 1105 года на королевских хартиях Генриха I начинает появляться в качестве свидетеля имя Риделя. К 1106 году он, вероятно, получил владения Роберта де Буси, сосредоточенные в районе Великого Уэлдона в Нортгемптоншире, поскольку в этом году Джеффри упоминается его владельцем в королевских распоряжениях, касающихся земель графства. В том же году Генрих I назначил его в судебную комиссию, которая должна была рассматривать жалобу против Осберта, шерифа Йоркшира, в её состав вошли Джефири Ридель, Ральф Бассет, Ранульф ле Мешен и Пьер де Валонь. В 1109 году Ридель присутствовал на заседании королевского совета в Ноттингеме, а около 1110 года он вошёл в состав комиссии, которая должна была обследовать земельные владения в Уинчестере — городе, который пропустили, когда составляли «Книгу Страшного суда». В этом же или следующем году Джеффри присутствовал на заседании королевского суда в «сокровищнице Уинчестера» (возможно, на заседании суда казначейства), когда заслушивался иск, касающийся Абингдонского аббатства. В 1111 году он был советником королевы Матильды, которая была оставлена в качестве регента Англии, когда её муж, Генрих I, отправился в Нормандию.
Хронист Генрих Хантингдонский называет Джеффри «юстициарием всей Англии». Этим же эпитетом хронист наделяет двух коллег Риделя — Ральфа Бассета и Роберта Блоэ. Однако доказательств того, что Ридель действительно действовал как главный юстициарий Англии ещё меньше, чем для Ральфа Бассета: он не так часто фигурирует в королевских документах, а в имеющихся упоминаниях это часто происходит в контексте Мидлендса, из чего можно сделать вывод, что Ридель не так часто бывал при дворе. Вероятно фраза Генриха Хантингдонского указывает на географический охват его власти, чем он отличался от тех юстициариев, которые действовали от имени короля только в определённой области.

## Гибель
В конце 1120 года английский король Генрих I Боклерк решил вернуться из Нормандии в Англию. Для переправы через Ла-Манш ему был предложен «Белый корабль». Однако король, уже договорившийся об использовании другого судна, передал «Белый корабль» своему сыну Вильгельму. Вместе с последним на нём должна была вернуться в Англию большая группа придворных и англонормандских аристократов.
Хотя имя Риделя отсутствует в хартиях Генриха I, созданных в Нормандии, он, несомненно, возвращался в Англию вместе с королевским двором на Белом корабле. В момент отплытия корабля на нём находилось около трёхсот человек, включая 140 рыцарей и 18 знатных дам. Отправление «Белого корабля» сопровождалось празднеством и распитием вина, в большом количестве доставленного на борт по приказу принца Вильгельма, в результате чего пассажиры и команда к отплытию уже находились в состоянии сильного алкогольного опьянения. Отход корабля задержался до позднего вечера 25 ноября 1120 года, когда остальные суда английского короля уже находились в Ла-Манше. Вильгельм приказал матросам ускорить греблю, чтобы наверстать упущенное время и догнать королевский флот. Но при выходе из эстуария Сены, неподалёку от Барфлёра, «Белый корабль» в темноте наткнулся на полускрытую в воде скалу и быстро пошёл ко дну. В числе утонувших был и Джеффри.

## Наследство
Джеффри был женат на Геве, Гуго д’Авранша, 1-го графа Честера. Чаще всего она считается незаконнорождённой дочерью, поскольку после гибели брата, Ричарда д’Авранша, 2-го графа Честера, как и её муж утонувшего при крушении Белого корабля в 1120, она не унаследовала его владения и титул. Однако никаких других доказательств её незаконнорождённости не существует. Она пережила мужа и дожила до 1145 года, основав монастырь Кэнуэлл в Стаффордшире.
У Джеффри от брака с Гевой был сын, Ричард, и несколько дочерей. Ещё до своей гибели в 1120 году он договорился о браке своей старшей дочери, Матильды, с Ричардом Бассетом, сыном своего коллеги Ральфа Бассета. Брак между ними был заключён между 1120 и 1123 годами. По его условиям после гибели родителей невесты Ричард получил опеку над владениями Риделей и их детьми. Наследник Риделя Роберт должен был находиться под опекой мужа своей сестры, пока не станет рыцарем и не женится на племяннице опекуна. Приданное Матильды включало 4 рыцарских фьефа. Кроме того, Ричард Бассет получал право устроить браки сестёр Матильды, а если Роберт Ридель умрёт бездетным, то его владения должны были отойти к опекуну. Больше имя Роберта не упоминается, вскоре после заключения брачного контракта его наследственные земли оказались во владении Ричарда.
Один из сыновей Ричарда и Матильды получил в честь деда имя Джеффри Ридель, в 1144 году императрица Матильда передала ему бывшие земли деда вокруг Великого Уэлдона в Нортгемптоншире.
Также известно, что у Джеффри кроме Матильды было ещё минимум 2 дочери. Одна, Мабель, была выдана замуж за Ричарда де Сен-Медар, другая, имя которой не установлено, вышла замуж за Уильяма Блаунда.
Из родственников Риделя известен ещё Джеффри Ридель (ум. 1189), епископ Или и канцлер Англии в 1162—1173 годах. Скорее всего, он приходился внучатым племянником юстициарию

## Брак и дети
Жена: Гева (ум. после 1145), дочь Гуго д’Авранша, 1-го графа Честера. Дети:
- Роберт Ридель (ум. после 1120)[22].
- Матильда Ридель; муж: с 1120/1123 Ричард Бассет (ум. 1144), юстициарий короля Генриха I, шериф Бедфордшира, Бекингемшира, Кембриджшира, Эссекса, Хартфордшира, Лестера, Нортгемптоншира, Норфолка, Саффолка и Суррея в 1129—1130[22][20].
- Мабель Ридель (ум. после 1130); муж: Ричард де Сен-Медар (ум. до 1130)[22][3].
- дочь; муж: Уильям Блаунд[3].